# 제49호 품목의 경매

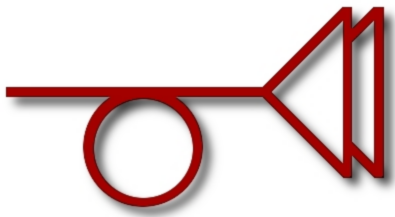

제49호 품목의 경매(The Crying of Lot 49)은 미국 소설가 토머스 핀천의 두 번째 소설이며 1965년 출간되었다.